# Shenyang J-8
El Shenyang J-8 (en chino: 歼-8;, designación OTAN: Finback), también conocido como F-8 en su versión de exportación, es un avión de intercepción de tercera generación desarrollado por el Instituto 601 (Shenyang), un monoplaza bimotor a reacción diseñado y fabricado por la compañía china Shenyang Aircraft Corporation. Fue concebido a principios de la década de 1960 como un programa de bajo riesgo basado en la ampliación del Mikoyan-Gurevich MiG-21 F, una versión que la República Popular China estaba produciendo como Chengdu J-7. El J-8 original experimentó un desarrollo prolongado debido a la interrupción de la Revolución Cultural ; los prototipos volaron por primera vez en 1969 pero el diseño no se finalizó hasta 1979 y la aeronave entró en servicio en 1980.
El J-8II/J-8B (nombre de la OTAN: Finback-B) fue un desarrollo importante del J-8 y era esencialmente un avión nuevo. El J-8II reemplazó la toma de aire del morro y su cono de choque con una cúpula ojival y tomas de aire laterales para crear espacio para un radar de control de fuego moderno, y usó motores más potentes. El avión comenzó a desarrollarse en 1982, y se autorizó para la producción y el servicio en 1988. El J-8II fue la base de todas las adiciones importantes posteriores a la familia J-8.
Ambas versiones siguen en servicio con la fuerza aérea china y la aviación naval china, aunque sus capacidades están limitadas debido a sus pobres prestaciones comparadas con modelos más actuales.

## Historia y desarrollo

### J-8

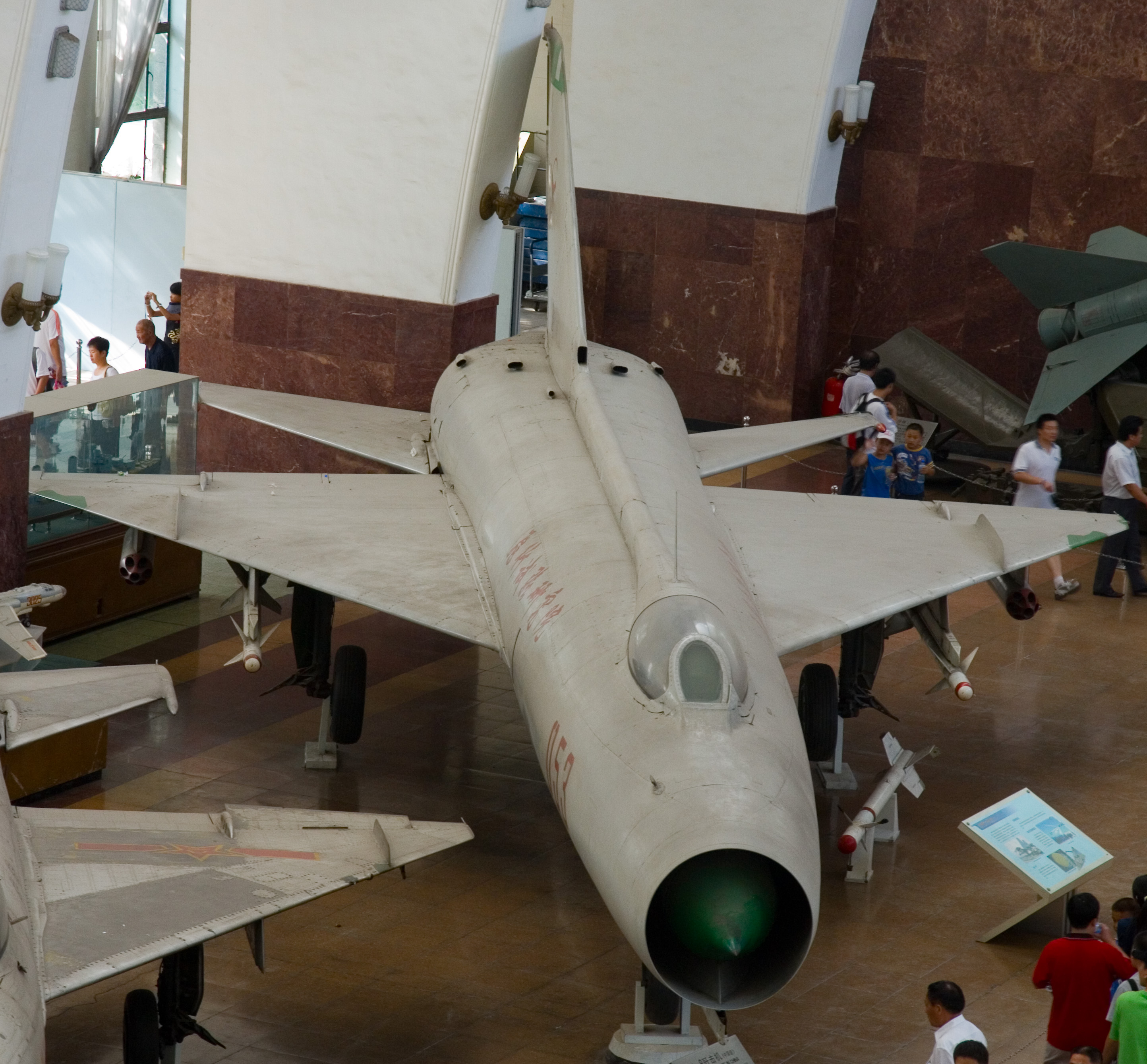
El diseño original del fuselaje J-8 en el Museo Militar de Beijing

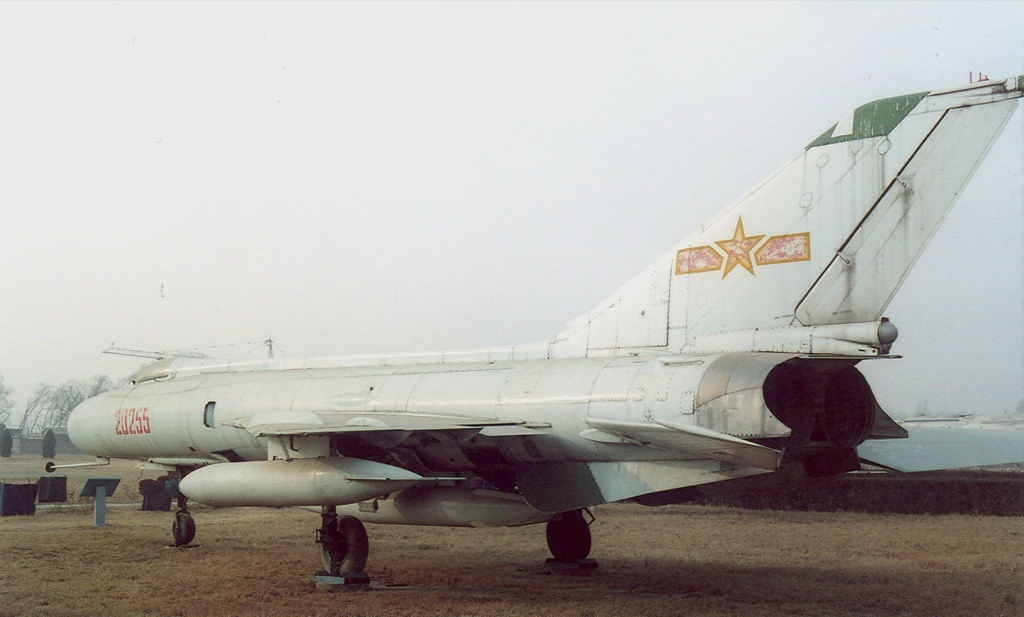
J-8 desde atrás.

El esfuerzo por desarrollar un interceptor para todo tipo de clima comenzó en su totalidad en 1964 y produjo el primer caza a reacción diseñado y construido por los chinos para combatir nuevas amenazas de gran altitud como el bombardero B-58 Hustler, el caza-bombardero F-105 Thunderchief y el avión espía Lockheed U-2. En 1964, la Fuerza Aérea del Ejército Popular de Liberación solicitó un avión a Shenyang Aircraft Corporation y el Instituto 601 para desarrollar un caza / interceptor para contrarrestar a los bombarderos y aviones espías, ya que el recientemente presentado Chengdu J-7 (un MiG-21 con ingeniería inversa) era incapaz de cumplir con tales tareas. El prototipo tomó su primer vuelo en 1969. A pesar de los orígenes a mediados de la década de 1960 del J-8, debido a la agitación política de la Gran Revolución Cultural Proletaria, el J-8 no se produjo hasta 1979 y entró en servicio en 1980. Su configuración básica se asemeja a una ampliación del J-7 con alas en delta, utiliza dos turborreactores Wopen-7A Liyang (LMC) y presenta una velocidad máxima de Mach 2.2. El J-8 de doble motor compitió con el proyecto J-9 de motor de turbofán con un solo motor de la industria de aviones de Chengdu, rival, y el proyecto Chengdu J-9 de canard-delta y finalmente se convirtió en el vencedor en gran parte debido a la disponibilidad existente del primer motor basado en MiG-21 y un diseño probado. mientras que el proyecto J-9 se canceló en 1980 debido a la dificultad para crear un motor adecuadamente potente. 
Para alojar un gran conjunto de radares, el diseño requería una nariz sólida y tomas de aire laterales de geometría variable. Sin embargo, la falta de familiaridad con este tipo de ingesta hizo que el J-8 tuviera que conformarse con una ingesta de nariz estilo MiG-21. La nariz sólida J-8 se realizó finalmente en el J-8II (Finback-B), que se basó en el diseño del J-8I (la misma mejora es como la J-6 a la Q-5). El radar elegido para el J-8 fue el radar de control de fuego mono-pulso Tipo 204, un radar de rango primitivo para operaciones de luz diurna dentro del rango visual. El rendimiento del radar estuvo muy por debajo de los requisitos de la Fuerza Aérea del Ejército Popular de Liberación (PLAAF), ya que la investigación de un radar de control de incendios y una fuente de energía más capaces resultó difícil y requirió mucho tiempo. El avión originalmente estaba armado con cañones y siete puntos de referencia para misiles, bombas, cohetes o tanques de combustible. La disposición original de las armas del J-8 consistía en dos cañones Tipo 30-1 de 30 mm después de los problemas iniciales con el cañón Gatling de 30 cilindros Tipo 30-II de 30 mm. También se planeó que el J-8 estuviera armado con el misil experimental de rango medio PL-4, pero los problemas técnicos y los trastornos políticos impidieron cualquier desarrollo en profundidad y el proyecto se canceló en 1985 por un desempeño insatisfactorio. Por lo tanto, en su lugar, se utilizó el misil aire-aire de corto alcance de vuelo directo PL-2 (SRAAM). Bombas y cohetes no guiados también pueden ser transportados en el J-8. Y hoy en día, con el desarrollo de armamento nuclear militar ligero, el J-8II ahora podrá llevar misiles con ojivas nucleares.
A pesar de entrar en servicio hace relativamente poco tiempo, era comparable a muchos diseños de caza soviéticos más antiguos, con capacidad de maniobra limitada. El paquete original de aviónica de combate pronto fue reemplazado con una capacidad para todo clima en la aeronave designada J-8I (Finback-A). El J-8I (luego rediseñado como el J-8A) recibió una nueva mira, una computadora a bordo, un nuevo diseño de cabina y un nuevo sistema de escape de eyección y un sistema de suministro de oxígeno. El armamento del cañón también se cambió de dos cañones de 30 mm a un cañón doble de 23 mm, y también se equipó el AAM de corto alcance PL-5. El J-8E posterior presentó sistemas mejorados de guerra electrónica. El desempeño insatisfactorio del J-8I condujo a una producción muy corta de 20 a 50 aviones y el J-8I comenzó a ser eliminado gradualmente a partir de la década de 1990. Una variante de reconocimiento táctico del J-8, conocida como JZ-8, se desarrolló a mediados de la década de 1980 para aprovechar las pocas cualidades favorables del J-8, sobre todo su capacidad de alcanzar altas velocidades y altitudes para reemplazar al Shenyang JZ- 6 en el papel de reconocimiento táctico. Usando una cápsula de reconocimiento debajo del fuselaje con una cámara óptica de longitud focal KA-112A, la JZ-8 generalmente opera a altitudes que van desde ~ 9500m-15 000 m durante las misiones de reconocimiento. En 1982, el trabajo comenzó a reemplazar el impresionante tipo J-8I con un nuevo diseño conocido como J-8II. Los nuevos requisitos de 1982 de la PLAAF exigían ser capaces de ir más allá del alcance del combate visual (BVR) con el uso de misiles de alcance medio (MRAAM) y las capacidades de ataque a tierra secundarias. En términos de rendimiento, se esperaba que la aeronave tuviera un mejor rendimiento aerodinámico a altitudes medias y bajas y a velocidades transónicas.

### J-8II

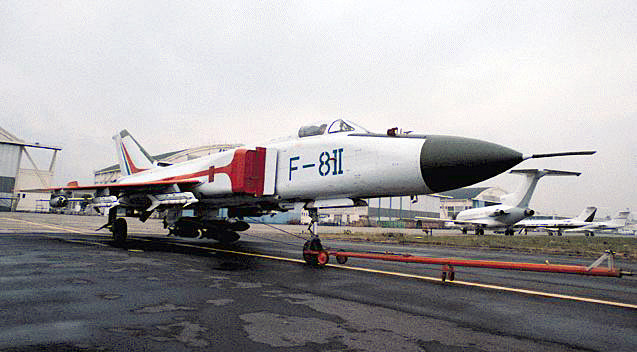
Shenyang F-8II, armado con misiles aire-aire y seis bombas en un portaequipajes central

La serie J-8II parece bastante diferente de la J-8 original, con un nuevo fuselaje delantero, rampas de admisión con placas divisorias y una estructura de la nariz que recuerda al F-4 Phantom II o Sukhoi Su-15 para albergar una nueva y más potente Radar. El J-8II funciona con dos motores Wopen-13A (WP-13A). El equipo de diseño y desarrollo fue dirigido por Gu Songfen, que también es un miembro clave del equipo de diseño J-8I.
Se esperaba equipar la producción J-8B con un radar estadounidense AN/APG-66 (V) (que se denominará J-8C), pero esto resultó políticamente imposible después de las protestas de la Plaza de TiananmeProtestas de la plaza de Tiananmén de 1989, por lo que el monopulso indígena Tipo 208A Se usó inicialmente un radar de control de fuego. Aunque el Tipo 208A fue una mejora con respecto al radar J-8I original, el Tipo 208A no tenía capacidad verdadera más allá de las capacidades del rango visual (el rango de detección del Tipo 208 era de 40 km) ni las capacidades de ataque desde el suelo hacia arriba/abajo, por lo tanto, no cumple con los requisitos iniciales de la PLAAF y el rediseño de la estructura del avión. El J-8B fue el primer lote de producción de la nueva serie J-8II. Además de recibir un nuevo radar, un nuevo motor y narices, cabina y admisión rediseñadas, el J-8B también se benefició de una nueva pantalla de visualización frontal, un sistema de navegación inercial integrado/sistema de posicionamiento por satélite global y tecnología TACAN. Los J-8B posteriores se equiparon con el radar de control de disparo y el receptor de advertencia de radar DLP-1 del pulso KLJ-1 más robusto, que teóricamente brindan las capacidades BVR de los lotes posteriores. J-8B es el segundo avión chino equipado con un enlace de datos, el primero es el Chengdu J-7III, y el enlace de datos se designa como Tipo 483 (desarrollado a partir del enlace de datos del Tipo 481 utilizado para J-7III), que permite Los centros de intercepción controlados desde tierra para alimentar direcciones directamente a los pilotos automáticos de J-8B para volar "sin contacto" con la intercepción.
La PLAN ha convertido al menos 30 J-8B a la norma J-8D, con una sonda de reabastecimiento de combustible para uso con los petroleros Xian H-6DU además de los J-8D de nueva construcción. La diferencia más significativa entre el J-8B y el J-8D es el uso del nuevo fuselaje del Tipo-02 que era más pesado que el J-8B y presentaba cercas de ala de longitud desigual. El avión más pesado 'Tipo 02' es capaz de transportar una carga útil más grande y puede tolerar mayores cargas de G. El nuevo fuselaje también tiene un radomo más rígido. Algunas diferencias menores entre los lotes de J-8B posteriores y el J-8D son los productos de aviónica ligeramente mejorados de los J-8D. El uso del radar de pulso Doppler KLJ-1 se usó a lo largo de toda la producción de J-8D. El J-8B y el J-8D sufrieron las dificultades de China para desarrollar un MRAAM. Aunque el Tipo 208A era teóricamente capaz de usar misiles autorretratos de radar semiactivos y el KLJ-1 era ciertamente capaz; No se disponía de tal misil, semiactivo o activo, en ese momento. Ambas variantes solo se armaron inicialmente con SRAAM, como el PL-2 y PL-5, y el PL-8 SRAAM de infrarrojos más avanzado.
Un primer intento para remediar estas deficiencias tecnológicas aún presentes después del rediseño del J-8 al J-8II fue el J-8C. El proyecto comenzó poco después de no obtener la cooperación de Estados Unidos para el J-8B, por lo que Shenyang se dirigió a Israel y Rusia. El J-8C fue considerado una actualización "radical" del J-8II original con un nuevo radar basado en el radar Doppler de pulso multimodo Elta EL/M 2035 israelí, sistema de control de fuego digital, una nueva cabina de "vidrio", Sonda de reabastecimiento en vuelo y equipada con un nuevo motor Kunlun WP-14. Se dice que estas mejoras "llevan al luchador a la misma liga que los luchadores modernos rusos y occidentales, como Mikoyan MiG-29 y Dassault Mirage 2000-5". El proyecto se canceló a fines de la década de 1990 después de que se construyeron dos prototipos a favor de un mayor desarrollo del caza Shenyang J-11 (que se basa en el Sukhoi Su-27). El J-8IIM, lanzado por primera vez en 1996, es una versión mejorada. Una mejora importante con respecto al J-8II es el radar de pulso Doppler coherente Zhuk-8II de fabricación rusa, 100 de los cuales se entregaron en la década de 1990. Además, el J-8IIM llevó nuevas pantallas multifuncionales, un sistema integrado de navegación INS/GPS, nuevos sistemas de control de incendios, nuevos alternadores y una nueva suite de contramedidas electrónicas. El J-8IIM poseía verdaderas capacidades de BVR con el uso del misil de alcance medio del buscador de infrarrojos semiactivo R-27 (misil aire-aire). También se adoptaron nuevos motores turborreactores WP-13B. El J-8IIM no ha recibido nuevos pedidos de China ni del mercado de exportación, donde se ofrece como el F-8IIM. Se comercializó en gran medida en Irán, pero finalmente no se exportó a ningún lado. Sin embargo, la experiencia y los logros tecnológicos obtenidos de los proyectos J-8C y F-8IIM fueron aplicados posteriormente por Shenyang Aircraft Company a las variantes posteriores de J-8H/F.
También fue durante este tiempo que la Academia de Tecnología de Vuelo Espacial de Shanghái certificó el PL-11 en 2001 después de probar con éxito el disparo de cinco misiles desde el J-8II.
La configuración del J-8H cuenta con los motores turborreactores WP-13B más potentes, la aviónica mejorada y el radar mejorado de control de incendios tipo doppler tipo 1471 con función de reducción/desactivación y una gama de nuevos modos de operación. Con la actualización del radar viene la capacidad de disparar el PL-11 y el PL-12/SD-10 MRAAM, que emplea un buscador de radar activo (ARH). El J-8H también está equipado con sonda IFR, INS/GPS, HOTAS y una suite de ECM integrada, con cercas de dos alas en cada lado de las alas que aumentan considerablemente la capacidad de manejo. Se utiliza el fuselaje más pesado de las J-8D, pero con cercas de ala modificadas. La producción del J-8H y el J-8D que había reemplazado ahora ha cesado en favor de actualizar el avión J-8D anterior a los estándares J-8H. Es incierto si el J-8B más antiguo se actualizará a los estándares J-8H dada la diferencia en el fuselaje. El J-8F es la variante de J-8 más moderna y capaz actualmente en servicio y ha estado en producción desde 2003. El J-8H / F ha heredado muchas de las mejoras del J-8C y F-8IIM anteriores, y en algunos casos, ha mejorado en ellos. El J-8F cuenta con una cabina de vidrio, un turborreactor WP-13BII más potente y un radar Tipo 1492 mejorado para mejorar las capacidades aire-aire con el misil aire-aire de alcance medio PL-12. capacidades terrestres y de aire a mar usando el misil antirradar AS-17 'Krypton', y una variedad de bombas guiadas por láser y satélite guiadas con precisión de diseño chino, lo que lo convierte en la primera variante verdadera de aviones de combate multirol de la serie J-8. El J-8F también posee todas las mejoras electrónicas y de aviónica que recibió el J-8H. Los J-8B/D anteriores se pueden distinguir de los J-8H/F posteriores por sus radomos verde oscuro, en comparación con los radomos negros de este último. Está previsto que la introducción del más potente motor turborreactor WP-14 Kunlun para la serie J-8 comience en los próximos años. El J-8F también sirve en la Fuerza Aérea Naval del Ejército de Liberación Popular. Una variante notable del J-8F es el JZ-8F que se ha introducido en la PLAAF en el rol de reconocimiento táctico. Se ha publicado poca información sobre el JZ-8F, aparte del uso de un compartimiento interno para la cámara que reemplaza el cañón gemelo de 23 mm, en lugar de un compartimiento para la cámara como el usado por el JZ-8 más antiguo.
En 1988, un fuselaje J-8II se convirtió en el J-8ACT, un banco de pruebas experimental de vuelo por cable para el programa J-10. El J-8ACT tenía un fuselaje más corto y un par de amarres se fijaron al costado de cada toma, y reemplazaron los demostradores tecnológicos de FBW más antiguos basados en los fuselajes más antiguos Shenyang J-6 y J-8I. Hasta la fecha, no se han anunciado planes para un diseño J-8 de dos asientos.

## Diseño
El J-8 es una versión alargada y agranda del Chengdu J-7, pero que en lugar de un motor cuenta con dos. Tiene ala en delta, deriva y los dos estabilizadores horizontales en flecha y dos aletas estabilizadoras bajo el fuselaje a la altura de las toberas de los motores.
El avión tiene una cúpula abisagrada hacia delante, mientras que la versión J-8A la tiene abisagrada hacia atrás. La planta motriz la conforman dos turborreactores Wopen WP-7A (versión china del soviético Tumansky R-11F-300). En la toma de aire de nariz hay un cuerpo cónico central que se desplaza longitudinalmente para asegurar un correcto suministro de aire a los motores. En la variante J-8A este cuerpo cónico acomoda el radar de control de tiro.
La célula del J-8 es anticuada y sus prestaciones aerodinámicas muy pobres. Diseñado como un interceptor puro, sus prestaciones y equipamiento electrónico lo convierten en un avión muy vulnerable para el campo de batalla aéreo actual.

## Historia operacional
Actualmente hay más de 300 J-8 de todos los tipos que prestan servicio en la Fuerza Aérea del Ejército Popular de Liberación y la Fuerza Aérea Naval del Ejército Popular de Liberación. Se espera que el J-8 sea reemplazado por las variantes modernas de Chengdu J-10 y J-11 en los próximos años.

### Incidente de abril de 2001
El 1 de abril de 2001, un avión de combate J-8D chino chocó con un avión de reconocimiento EP-3 de EE. UU. Que volaba cerca del espacio aéreo chino a unas 70 millas (110 km) al sur de China. La tripulación del EP-3 se vio obligada a realizar un aterrizaje de emergencia en la isla de Hainan en China; según los funcionarios chinos, el piloto del J-8D, Wang Wei, fue expulsado, pero nunca fue encontrado y se presume que está muerto. Las tripulaciones de reconocimiento estadounidenses habían sido interceptadas muchas veces antes, en algunos casos los interceptores volaban tan cerca como a diez metros del avión de vigilancia estadounidense. A la tripulación de 24 estadounidenses finalmente se le permitió regresar a casa el 11 de abril. El avión estadounidense no fue devuelto por otros 3 meses.

## Variantes

### Serie J-8 (Finback-A)

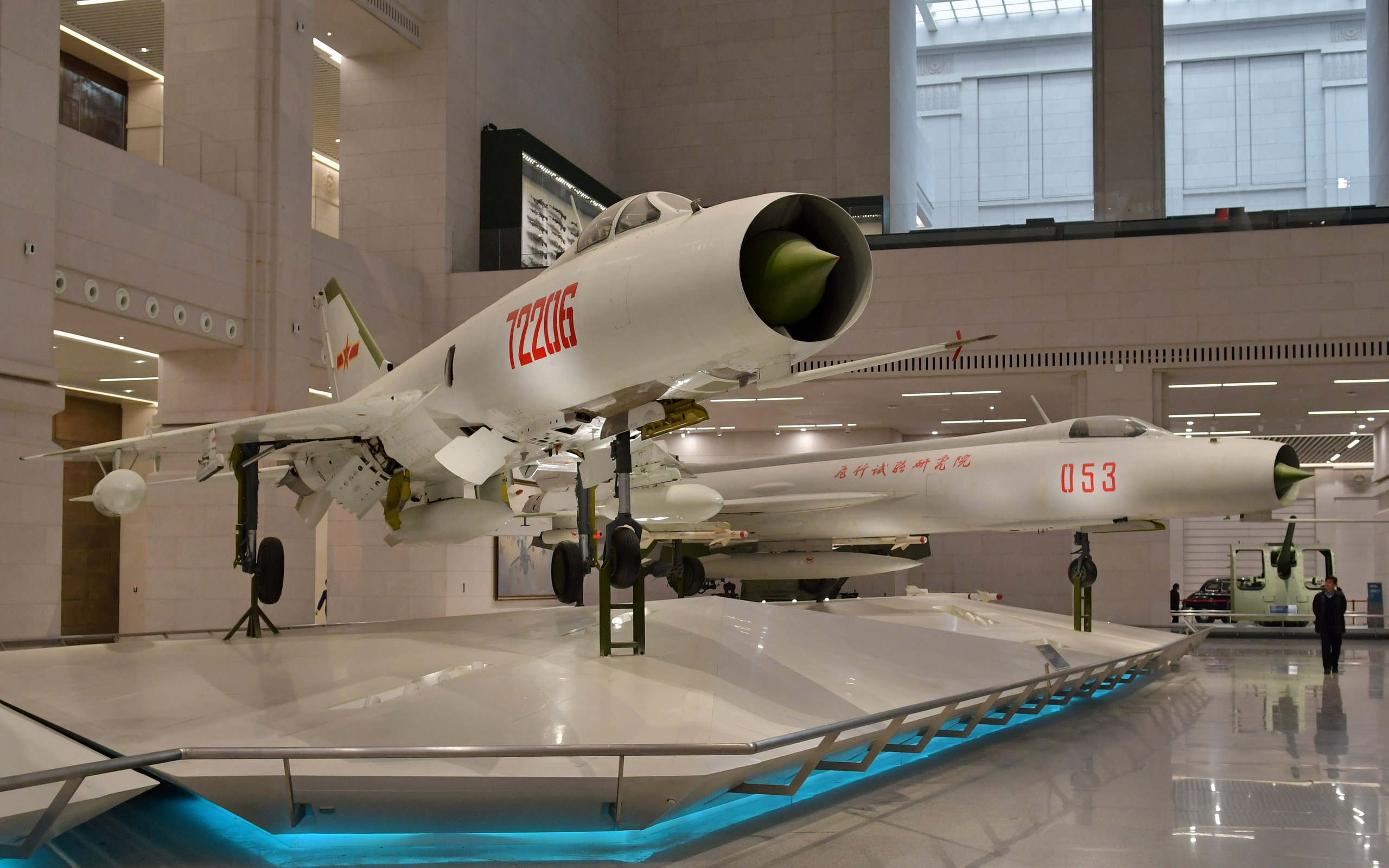
J-8
- Primero voló el 5 de julio de 1969. La primera variante de combate diurno, se asemeja a un MiG-21 ampliado. Equipado con 2 x motores turborreactores WP-7A, radar de alcance SR-4 2 x cañones tipo 30-I de 30 mm (200 rondas cada uno) y 2 x AAM guiados por infrarrojos PL-2. Producción limitada.

J-8I
- Voló por primera vez el 24 de abril de 1981. Versión mejorada para todo clima con radar de control de incendios SL-7A (40 km de alcance), cañón de 23 mm Tipo 23-III de cañón doble y hasta 4 AAM (o cohetes / bombas). Producción limitada.

J-8I
- Actualización de mediana edad para el J-8I, con un mejor radar (posible capacidad de derribo) y un receptor de advertencia de radar más moderno.

JZ-8 (J-8R)
- Versión de reconocimiento de J-8 o J-8I.

J-8ACT
- Primero voló el 24 de junio de 1990, un avión de prueba de fly-by-wire.

### Serie J-8II (Finback-B)
J-8II (Finback-B)

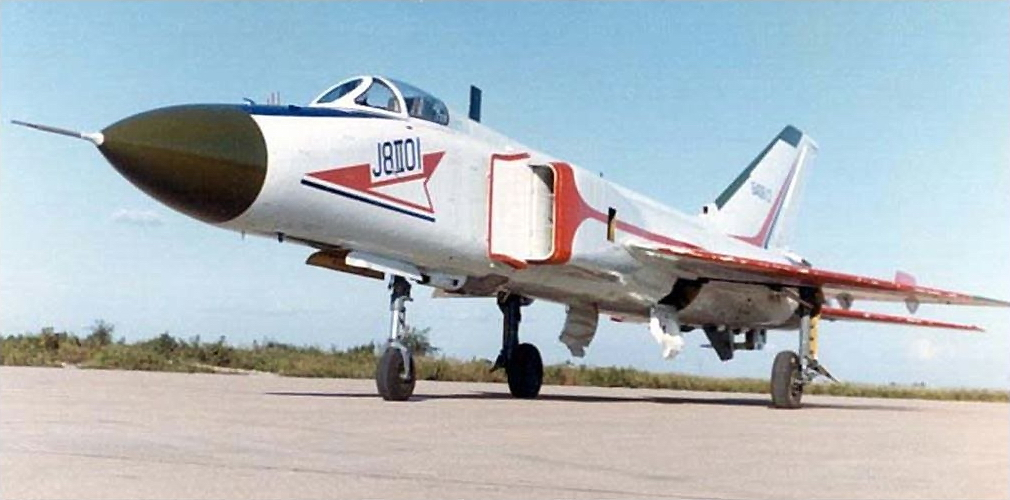
Un Shenyang J-8II estacionado en un campo de aviación

- Lanzado por primera vez el 12 de junio de 1984, el prototipo J-8I mejorado con nariz rediseñada y sección frontal y fuselaje. Reemplazo de la entrada de aire de la nariz con una nariz sólida y entradas de aire laterales, similares a las del MiG-23. China recibió varios MiG-23 a fines de la década de 1970 de Egipto y la aleta ventral con bisagras y las ingestas laterales indican una probable ingeniería inversa del MiG-23. Equipado con radar monopulso Tipo 208 (SL-4A) (40 km de alcance).

J-8II Lote 02 (J-8IIB)
- La primera vez voló en noviembre de 1989, se mejoró el J-8II con el radar SL-8A (¿Tipo 208?) PD (alcance 70 km). Accionado por dos motores turborreactores WP-13AII. Armado con cañones Tipo 23-III de 23 mm de cañón doble (copia de GSh-23L) y hasta 4 AAM PL-5 o PL-8 (o cohetes / bombas). No hay capacidad BVR.

Perla de la paz J-8 (J-8II)
- Durante la era de la cooperación chino-estadounidense, se enviarían hasta 50 J-8II a los EE. UU. Para actualizaciones e instalación del sistema de control de radar y fuego AN / APG-66 (v) por US $ 500 millones, en el marco del programa Peace Pearl. Sin embargo, el proyecto se canceló y solo se produjeron alrededor de 24 J-8II. El Centro de Pruebas de Vuelo de la Fuerza Aérea de la Fuerza Aérea de los EE. UU. (6510 Escuadrón) asumió la tarea de vuelo de prueba del J-8II modificado.

J-8IIACT (J-8II-BW2)
- Primero voló en 1988, un banco de pruebas fly-by-wire y un demostrador de tecnología.

J-8IID (J-8D)
- La primera vez que volé el 21 de noviembre de 1990, se modificó el J-8B con una sonda de reabastecimiento de combustible fija y se actualizó la aviónica, como el sistema de navegación TACAN.

F-8IIM
- Revelado en Zhuhai Air Show 1996, versión de exportación de J-8B con el radar ruso Phazotron Zhuk-8II PD (rango de 75 km, y capaz de rastrear hasta diez objetivos en el aire y atacar a dos de ellos simultáneamente), R-27R1 (AA-10) ) AAM y Kh-31P misiles antirradiación. El F-8IIM debía ser impulsado por dos motores turborreactores WP-13B más potentes. A esta aeronave se la suele llamar erróneamente "J-8IIM" con capacidad de misiles antiaéreos Kh-31A (ASM), pero su radar carecía del modo de búsqueda en el mar para la función contra el envío. El F-8IIM no logró atraer a ningún cliente de exportación ni a pedidos nacionales. Se informó que la conversión de un fuselaje más antiguo era mucho menos que las 100 unidades del radar Zhuk-8II entregado, y la conversión podría haber sido solo un programa experimental sin que entrara ningún servicio.

- El caza F-8IIM probablemente estará equipado con la mira del casco de Rusia o China y misiles avanzados PL-9 y P-73. Phazotron, una empresa rusa, ha firmado contratos con China para proporcionar 150-200 radares Zhuk mejorados, principalmente en apoyo del nuevo caza F-8II de China.

J-8III (J-8C)
- J-8II actualizado con sistema FBW y 2 x centrales eléctricas WP-14. En comparación con el J-8II, el J-8C tuvo una serie de mejoras que incluyen un nuevo radar Doppler multimodal que, según se informa, se basó en la tecnología de radar israelí Elta EL / M 2035. El avión también estaba equipado con un sistema digital de control de incendios y una nueva cabina de "‘ vidrio ’con pantallas multifuncionales (MFD). El programa J-8C entró en desarrollo a gran escala alrededor de 1991 y la aeronave voló con éxito por primera vez el 12 de diciembre de 1993. El desarrollo se detuvo a favor de otra versión que se describe a continuación, pero se usó para probar nuevos radares como el Tipo 1471 (KLJ-1) y Otros productos de aviónica asociados al sistema FBW. A partir de esta versión, los pods de guerra electrónica, como BM / KG300G y KZ900, así como los pods de navegación / selección de objetivos, incluyendo el pod de navegación Blue Sky y FILAT, estarán operativos en el J-8II.

- Cancelado después de que el segundo avión se hubiera estrellado.

J-8IIF (J-8F)

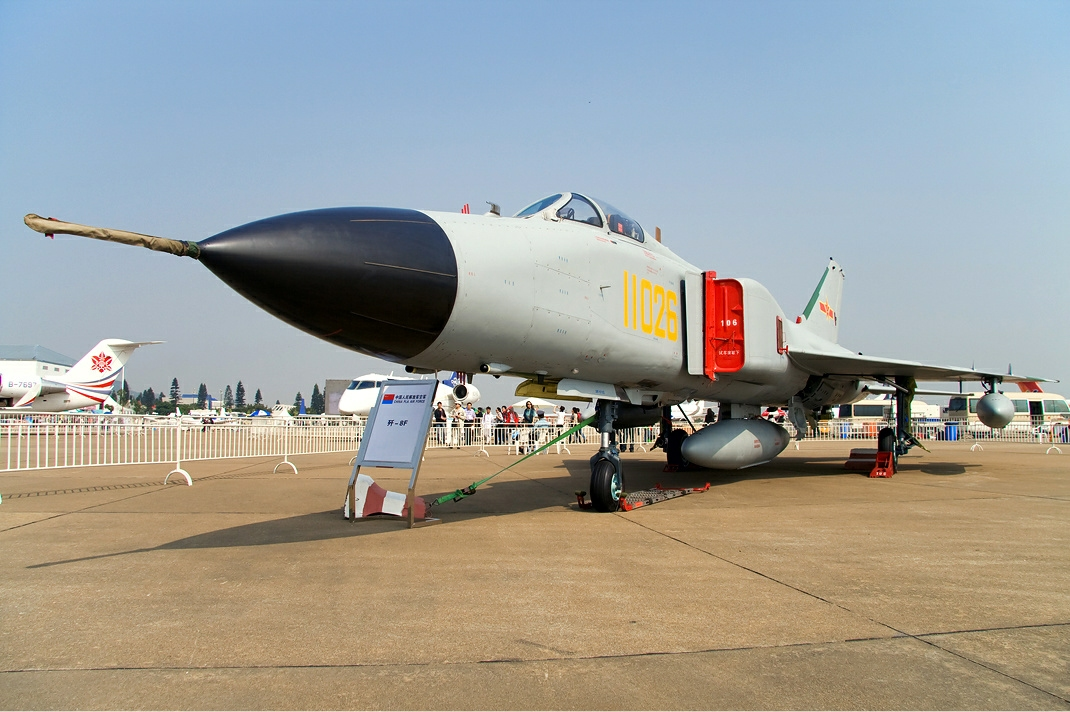
Un J-8F

- Se informa que durante 2006–2008, la producción del J-8II sufrió un gran revés debido a un problema en el motor.

J-8IIG
- El J-8II modificado con gancho de cola y otras mejoras para el trabajo de desarrollo en aeronaves para operaciones de portaaviones, como en abril de 1987, evaluó y probó la catapulta de vapor de ingeniería inversa china de la de HMAS Melbourne (R21), que finalmente fue Confirmado 27 años después en abril de 2014 por CCTV-13. Tanto el despegue como el aterrizaje se realizaron en tierra con la catapulta de vapor de ingeniería inversa instalada en la playa, y el piloto de prueba fue el piloto de PLANAF Li Guoqiang (). La experiencia obtenida se aplicó a Shenyang J-15.

J-8G
- Una variante avanzada modificada del J-8II encargado de la supresión de la misión de defensa aérea del enemigo (SEAD) fue desarrollada por el SAC en la década de 2000. Se dijo que el avión, designado como J-8G, era capaz de transportar dos misiles antirradiación YJ-91 y un conjunto de guerra electrónica para atacar las estaciones de radar del enemigo.

J-8IIM (2006)
- En la exhibición aérea de Zhuhai 2006, se presentó una nueva variante "J-8IIM" con sistemas actualizados similares a los J-8H. La mejora más significativa es la actualización del radar con un nuevo radar doméstico Tipo 1471 utilizado por el J-8H. En comparación con el radar ruso Zhuk-8II del F-8IIM, el radar Tipo 1471 tiene una serie de mejoras de rendimiento:
- El radar Tipo 1471 tiene un alcance máximo de 75 km para objetivos con 3 metros cuadrados RCS, en comparación con el alcance máximo de 70 km de Zhuk-8II contra el objetivo de 5 metros cuadrados RCS.
- Capacidad adicional para manejar objetivos marinos que Zhuk-8II no tiene. Para objetivos marinos con 50 metros cuadrados RCS, el rango máximo es mayor que 100/80 km para el estado del mar 1/2.
- Al mismo tiempo, rastrea 10 objetivos y muestra los 8 más amenazantes de los 10 en las pantallas, involucrando a 2 de los 8.
- Modos aire-aire: VS (Búsqueda de velocidad), RWS (Recon./Search While Scan), TWS (Track While Scan), STT (Seguimiento de objetivo único), Modo de combate aéreo (ACM). El AMTI, (modo de indicación de objetivo en movimiento de la antena) que se usa para descubrir helicópteros que se desplazan puede agregarse a solicitud del cliente, aunque esto no es una característica estándar.
- Modos de aire a tierra: Mapeo (Real Beam Mapping RBM), Mapeo de expansión / congelación (EXP / FRZ), Doppler Beam Sharpening (DBS), Indicación de objetivo de movimiento de tierra (GMTI), Seguimiento de objetivo único de mar (SSTT), Aire Rango a tierra (AGR).
- Una capacidad mejorada de navegación de baliza (BCN) y meteorológica (WX).

JZ-8F
- Una versión de reconocimiento del J-8F con cámara interna en el fuselaje delantero que reemplaza al cañón.

J-8T
- Se actualizó el J-8 con el radar de banda X JL-10A. La variante de exportación, F-8T, tiene motores WP-13B-II. La Corporación Nacional de Importación y Exportación Aero-Tecnológica de China afirma que el J-8T está equipado con armas mejoradas integradas de aviónica y varias guiadas. El J-8T puede llevar a cabo la misión de intercepción BVR aire-aire, la misión de ataque preciso aire-tierra y la misión de ataque de distancia.

J-8DF
- J-8D actualizado a estándar J-8F. Falta de conducto de refrigeración por debajo de la admisión. Puede disparar misiles PL-12 y PL-8.

## Operadores
China
- Fuerza Aérea del Ejército Popular de Liberación
- Fuerza Aérea de la Armada del Ejército Popular de Liberación

## Especificaciones (J-8II/J-8H)

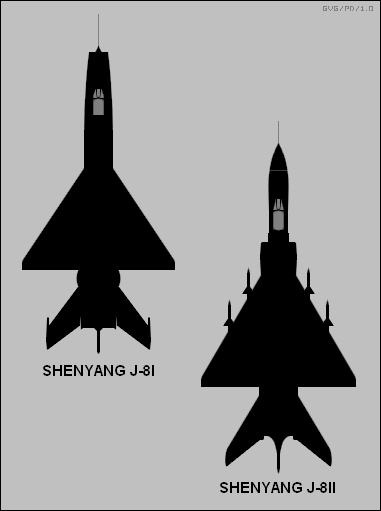
Comparación entre un J-8A y un J-8B

### Características generales
- Tripulación: 1 piloto
- Longitud: 21,52 m
- Envergadura: 9,34 m
- Altura: 5,41 m
- Superficie alar: 42,2 m²
- Peso vacío: 9.820 kg
- Peso cargado: 13.850 kg
- Peso máximo al despegue: 17.800 kg
- Planta motriz: 2× turborreactor Wopen WP-13A-II.
  - Empuje normal: 42,7 kN de empuje cada uno.

### Rendimiento
- Velocidad nunca excedida (Vne): 2.339 km/h Mach 2,2
- Velocidad máxima operativa (Vno): Mach 2,4
- Alcance: 4.000 km
- Radio de acción: 800 km
- Techo de vuelo: 20.500 m 67.256 pies
- Régimen de ascenso: 200 m/s 39.400 pies/min
- Carga alar: 187 kg/m²
- Empuje/peso:
  - Normal: 0,65
  - Con postquemador: 0,98

### Armamento
- Cañones:  1 x 23mm Type 23-3 ( copia del Gsh-23) con 200 rondas
- Puntos de anclaje: 7 (3 en cada ala y uno en la panza del avión) para cargar una combinación de:    
  - Misiles: Misiles aire-aire
    - PL-2
    - PL-5
    - PL-7
    - PL-8
    - PL-12/SD-10

  - Otros: tanques de combustible externos

### Desarrollos relacionados
- Chengdu J-7
- Chengdu J-9

### Aeronaves similares
- Dassault Mirage F1
- Saab 37 Viggen
- McDonnell Douglas F-4 Phantom II
- General Dynamics F-111
- Mikoyan-Gurevich MiG-23
- Avro Canada CF-105 Arrow
- Sukhoi Su-9
- Sukhoi Su-15

### Listas relacionadas
- Anexo:Aviones de caza a reacción de tercera generación